# Поляковка (Давлекановский район)
Поляко́вка (баш. Поляковка) — село в Давлекановском районе Республики Башкортостан Российской Федерации. Административный центр Поляковского сельсовета.

## География

### Географическое положение
Расстояние до:
- районного центра (Давлеканово): 20 км,
- ближайшей ж/д станции (Давлеканово): 20 км.

## Население
| 2002 | 2009 | 2010 |
| ---- | ---- | ---- |
| 393  | ↘386 | ↘384 |

### Национальный состав
Согласно переписи 2002 года, преобладающая национальность — русские (76 %).